# Sean B. Carroll
Sean B. Carroll (* 17. září 1960) je profesor molekulární biologie, genetiky a lékařské genetiky na University of Wisconsin–Madison. Studuje vývoj cis-regulačních prvků v regulaci genové exprese v kontextu vývojové biologie, a to s využitím octomilky jako modelového systému. Je výzkumníkem Lékařského institutu Howarda Hughese a od roku 2010 rovněž viceprezidentem pro vědecké vzdělávání na téže instituci.

## Životopis
Carroll studoval na Washingtonské univerzitě v St. Louis, a později obdržel doktorát z imunologie z Tuftsovy univerzity.
Carroll stojí v popředí oboru známého jako evoluční vývojová biologie ("evo-devo"). Je profesorem genetiky, lékařské genetiky a molekulární biologie na University of Wisconsin–Madison, a rovněž vědeckým pracovníkem Lékařského institutu Howarda Hughese.  Dále píše měsíční sloupek pro New York Times nazývaný "Pozoruhodná Stvoření". Je silným obhájcem vedoucí úlohy cis-regulačních prvků v kontextu morfologické evoluce. V roce 2010 byl jmenován viceprezidentem pro vědecké vzdělávání na Lékařském institutu Howarda Hughese. V roce 2012 mu byla předána Medaile Benjamina Franklina za vědy o živém. V roce 2016 potom obdržel Cenu Thomase Lewise udělovanou Rockefellerovou univerzitou.

## Přijetí
Spisovatel píšící o vědě pro The Guardian Peter Forbes nazývá Nekonečné, nesmírně obdivuhodné a překrásné naprosto esenciální publikací a jejího autora za "současně vynikajícího vědce ... a jednoho z našich nejvýznamnějších autorů píšících o vědě". Podle něj se Carrollovi v díle Serengeti Rules (Pravidla Serengeti, česky dosud nevyšlo) podařilo "sjednotit přírodovědu s "tvrdou vědou" genomiky."
Louise S. Meadová ve své recenzi The Making of the Fittest (Stvoření nejzdatnějšího, česky dosud nevyšlo) pro Národní centrum vědeckého vzdělávání poznamenala, že Carroll zprostředkovává "část ohromujících dokladů pro evoluci, které jsou obsaženy v DNA" za použití nejrůznějších liní výzkumu, mezi něž patří například studium úseků DNA, které kódují již nepoužívané gene, a dokladů evolučních změn. Meadová rovněž zdůrazňuje predikční schopnosti evoluční teorie, jak se ukazují například u některých bezkrevných kostnatých ryb z podřádu Notothenioidei (řád Ostnoploutví) z antarktických oblastí, jejichž předchůdci měli haemoglobin, zatímco tyto ryby, které jej v ledových vodách nepotřebují, jej ztratily.
Ve své recenzi knihy Nekonečné, nesmírně obdivuhodné a překrásné pro časopis Artificial Life (Umělý život) H. Douglas Erwin píše, že životní formy od Drosophil po člověka mají mnohem méně genů, nežli mnozí biologové očekávali – v případě člověka jenom nějakých 20 000. "Jak mohou lidé, v té naší rozmanitosti buněčných typů a složitosti neuronů, potřebovat v podstatě stejný počet genů jako moucha, nebo dokonce červ (hlístice Caenorhabditis elegans)?" ptá se Erwin. A vzápětí si sám odpovídá na otázku o "ohromující morfologické rozmanitosti" zvířat pocházející z "natolik omezeného množství genů". Carrolla chválí za "bystrý a nadšený" styl a "vtipné a poutavé" psaní, kterým čtenáře vtáhne do složitostí Hox a PAX-6 genů stejně jako do oslavy Kambrické exploze životních forem, jakož i do mnohého dalšího.